# Limaria fragilis
Limaria fragilis  (лат.) — вид морских двустворчатых моллюсков семейства Limidae.
Встречается на мелководных участках Тихого и Индийского океана. Часто скрывается в расщелинах или под камнями, и только множество щупалец выдают его присутствие.
Раковина тонкая и асимметричная. Её края покрыты красной мантией с ресничками и длинными розовыми щупальцами. У границы мантии имеется ряд небольших глазных пятен, которые в состоянии отличить свет и тень и тем самым сообщают животному о приближении хищника.
Моллюски гермафродиты. Первоначально развивается мужская репродуктивная система, а затем — женская. Способны излучать вспышки биолюминесцентного света, однако что служит причиной для этого, не известно. Способны медленно плавать в течение 5 минут. Это достигается за счёт открытия и закрытия створок раковины и перекачивания из неё воды. При плавании дополнительно используются щупальца как вёсла, чтобы помочь движению. Щупальца могут производить токсичные вещества, которые ограждают моллюска от хищника.